# ルイス・ハルトヴィク
ルイス・ハルトヴィク（Luis Hartwig、2002年11月23日 - ）は、ドイツ・ヴィッテン出身のサッカー選手。元U20ドイツ代表。MSVデュースブルク所属。ポジションはフォワード。

## 経歴

### クラブ
地元クラブのSVボンメルン05でサッカーを始め、U-14でドイツ・ブンデスリーガ2部に属するVfLボーフムのアカデミーに移籍する。同クラブのU-19まで各年代別のチームでプレー、2018-19シーズンではU17ドイツ・ブンデスリーガで26試合に出場し18得点を決める。
2020-21シーズン、VfLボーフムのトップチームに昇格。2021年1月24日に18歳2ヶ月でSVザントハウゼン戦においてドイツ・ブンデスリーガ2部デビューを果たす。チームは同シーズンにリーグ優勝とドイツ・ブンデスリーガ1部への昇格を果たす。
2022年5月14日、19歳5ヶ月の若さでドイツ・ブンデスリーガ1部でのデビューを果たす（1.FCウニオン・ベルリン戦）。
2022-23シーズン、オーストリア・ブンデスリーガ2部に属するSKNザンクト・ペルテンにレンタル移籍する。

### ドイツ代表
2020年度、優れた才能が評価されU-19ドイツ代表に召集される。2020年9月3日、U-19ポーランド代表戦においてデビューする。5日後のU-19ベルギー代表戦も出場する。
2022年3月、U-20イタリア代表との親善試合でU-20ドイツ代表デビューを果たす。

## タイトル
VfLボーフム
- ドイツ・ブンデスリーガ2部 優勝 & 1部昇格:1回（2021）